# 2010年8月英國

## 8月31日
- 工黨黨魁候選人博雅文批評選舉過份集中焦點於大熱門文禮彬和文立彬兩兄弟身上，使選戰淪為「每日一集」的「肥皂劇」。他指出過份關注兩人無助於關注選舉本身。BBC （页面存档备份，存于）
- 另一工黨黨魁候選人貝安德否認選舉淪為文禮彬和文立彬之間的「兩馬之爭」，強調自己在兩人相爭中取得優勢。貝安德又批評黨內資深要員「自我沉醉於派系主義」，並表示今次選舉不是「新工黨」和「舊工黨」之爭，而自己才是「真工黨」。工黨黨魁選舉的選票將於9月1日寄送給合資格黨員，選舉至9月22日結束，結果會在隨後於曼徹斯特舉行的周年黨大會首日揭曉。BBC （页面存档备份，存于）

## 8月30日
- 英國總商會調高英國今年和明年的經濟增長預測，分別由原來的百分之1.3上調至百分之1.7，以及由原來的百分之2.1上調至百分之2.2。商會又預期經濟在短期內將有緩慢起色，同時強調政府必須維持低利率政策以促進經濟復甦，而政府的削減公共開支措施有可能嚴重拖慢經濟增長。BBC （页面存档备份，存于）
- 對於工黨黨魁熱門候選人文立彬批評「新工黨」的方向，前工黨重臣文德森勳爵接受《泰晤士報》時表示，任何捨棄「新工黨」理念的意圖，以及為工黨重塑昔日的形象，都會令工黨走進「選舉死巷」。BBC （页面存档备份，存于）

## 8月29日
- 受氣體事故影響的大英博物館已經重開，但消防在長達四小時的全面搜索中，未能找出異味源頭，館方表示事件謎團恐怕無法解開。BBC （页面存档备份，存于）
- 諾丁山舉辦一年一度的加勒比風情嘉年華會，吸引數以千計遊人參加。BBC （页面存档备份，存于）

## 8月28日
- 衛生大臣凌士禮表示，政府正計劃關閉英格蘭公立醫院直線電話斷症服務，以節省公共開支，政府將設立另一條1-1-1熱線取代現有服務，但會減少僱用受訓練的護士提供服務。BBC （页面存档备份，存于）
- 大英博物館發生懷疑氣體洩漏事故，有遊客報稱在博物館內嗅到令眼睛和喉嚨不適的氣味，警方事後疏散博物館內8,000人，無人需要送院治理，初步懷疑事件與異物進入冷氣系統有關。BBC （页面存档备份，存于）

## 8月27日
- 政府最新數字顯示，英國經濟第二季增長百分之1.2，好於原先預期的百分之1.1，分析指增長由建造業的強勁表現帶動。BBC （页面存档备份，存于）
- 英揆大衛·卡梅倫的妻子薩曼莎較早前在皇家康沃爾醫院誕下女嬰後，院方證實薩曼莎已經出遠。卡梅倫在妻子分娩後特別花三晚陪伴在側。BBC （页面存档备份，存于）

## 8月26日
- 政府最新數字顯示，雖然英國2009年的移入人口比2008年有所下降，但扣除移出人口後，2009年淨移入人口仍然比2008年上升多33,000人至196,000人。BBC （页面存档备份，存于）
- 英政府促請英格蘭各地方議會移走馬路上不必要的路標、欄杆和廣告牌，以改善市容和安全。BBC （页面存档备份，存于）

## 8月25日
- 一名軍情六處員工被發現藏屍倫敦寓所內的一個旅行袋，警方相信死者在兩星期前已遭逢不測。BBC （页面存档备份，存于）
- 正各自競逐工黨黨魁的候選人文禮彬和文立彬兩兄弟，否認兩人關係陷入不和，兩兄弟都是今次黨魁選舉的熱門候選人。BBC （页面存档备份，存于）

## 8月24日
- 外交部證實在香港旅遊巴在菲律賓被挾持事件中，其中兩名被挾持的香港旅行團團員是英國國民，兩人並無受傷，駐馬尼拉大使館已提供領事支援，安排兩人返港。BBC （页面存档备份，存于）
- 英揆大衛·卡梅倫一家在康沃爾渡假期間，妻子再為丈夫誕下一名女嬰，重6磅1安士，這是卡梅倫夫婦第四名兒女，卡梅倫接受訪問時相當雀躍，以「為人父親感到驕傲」。BBC （页面存档备份，存于）

## 8月23日
- 副相尼克·克萊格向到訪的國際足協代表表示，英格蘭已準備好在2018年舉辦世界盃。國際足協將於12月揭曉2018年和2022年的世界盃主辦國誰屬。BBC （页面存档备份，存于）
- 災難緊急委員會宣佈已從英國民眾籌得多達3,000萬鎊善款，以救濟巴基斯坦的特大洪水。委員會表示今次英國大眾踴躍捐輸，善心足以令世界各國望其項背。BBC （页面存档备份，存于）

## 8月22日
- 在2003年負責為離奇身亡的國防部武器專家大衞·凱利博士驗屍的法醫官尼古拉斯·亨特（Nicholas Hunt）接受《星期日泰晤士報》訪問，強調凱利博士的死因毫無疑點，是典型的自殺案件。BBC （页面存档备份，存于）
- 英國自民黨前黨魁查尔斯·肯尼迪回應有關他計劃轉投工黨的傳聞「完全是垃圾」。BBC （页面存档备份，存于）

## 8月21日
- 英國自民黨否認前黨魁查尔斯·肯尼迪正商討轉投工黨，強調有關傳聞屬憑空捏造。BBC （页面存档备份，存于）
- 繼右翼團體英格蘭保衛聯盟和反右翼的聯合對抗法西斯先後動員民眾在8月26日於布拉福發動大規模巡遊後，內政大臣文翠珊下令禁制布拉福下周舉辦任何巡遊，但准許舉行靜態集會。BBC （页面存档备份，存于）

## 8月20日
- 英政府敦促利比亞政府不要慶祝洛克比空難主犯阿卜杜拉·巴塞特·阿里·邁格拉希獲釋一周年。邁格拉希去年獲蘇格蘭政府釋放遣返後，在利比亞獲得英雄式歡迎。BBC （页面存档备份，存于）
- 身兼副相的自民黨黨魁尼克·克萊格接受BBC訪問，否認自民黨因為與保守黨組成聯合政府而受到打擊。他表示如果不加入聯合政府，自民黨將得不到「任何重視」，他強調一旦選舉改革遇上阻礙，也不會退出聯合政府。不過，自民黨的支持率已經由今年5月大選的百分之27下滑至現時的百分之14。BBC （页面存档备份，存于）

## 8月19日
- 高級程度會考放榜，參與的英格蘭、威爾斯和北愛爾蘭地區有百分之27試卷獲評A級或A*級，考獲A*級的試卷佔整體試卷百分之8。今年是首次引入A*級的高考，用以識別特別優良的考生，而今屆整體合格率再創新高，達百分之97.6%，是連續第28年上升，不過大學只有大約482,000個學位，合資格讀大學的考生卻逾660,000人，估計競爭會是近十年來最激烈。BBC （页面存档备份，存于）
- 英揆大衛·卡梅倫宣佈委任現任瑞銀集團副主席、前內政大臣和貿工大臣布列坦勳爵出任全職貿易顧問，任期六個月，日薪500英鎊，負責為英國消除貿易壁壘和促進投資。布列坦任滿後會返回瑞銀集團工作。BBC （页面存档备份，存于）

## 8月18日
- 沙福郡發生嚴重交通意外，一列載客火車在平交道與一輛運載污水的貨車相撞，火車上除了有21名乘客受傷外，火車司機初部診斷脊椎骨骨折，另有一名58歲乘客重傷送院救治，目前情況穩定。肇事的38歲貨車司機因涉嫌危險駕駛被警方拘捕。BBC （页面存档备份，存于）
- 工黨黨魁候選人文立彬表示假如當選，願意帶領工黨與自民黨合組聯合政府，但首要條件是自民黨黨魁尼克·克萊格必須辭職。BBC （页面存档备份，存于）

## 8月17日
- 澳洲總理茱莉雅·吉拉德在大選前夕認為，澳洲在英女皇伊利沙伯二世駕崩後是更迭為共和政體的「合適時機」。BBC （页面存档备份，存于）
- 財相喬治·奧斯本否認工黨指控以大幅度削減公共開支計劃作賭注，但承認英國經濟復甦之路將會「崎嶇不平」。BBC （页面存档备份，存于）

## 8月16日
- 衛生大臣凌士禮宣佈政府計劃除了深切治療部和急症室外，停止英格蘭公立醫院男女病人同房醫治的做法，改為分設男女病房。工黨影子衛生大臣貝安德則表示，工黨執政期間已為英格蘭百分之95的病房實行男女分房。BBC （页面存档备份，存于）
- 鄉郊聯盟反對政府計劃將鄉村地區的房屋發展計劃，交由地方各自透過小型公投表決，指有關做法會造成地區分化。根據政府計劃，為了讓年輕一代在鄉郊以較低廉的價格置業，地方可提出興建廉價房屋方案，只要在地方公投獲得八成至九成支持，方案無需地方議會審批便可落實。BBC （页面存档备份，存于）

## 8月15日
- V-J日65周年，英國各處都有紀念活動，英揆大衛·卡梅倫和皇儲威爾斯親王查爾斯等政要到倫敦和平紀念碑獻花。BBC （页面存档备份，存于）
- 前工黨內閣官員苗易彬，接受保守黨-自民黨聯合政府招攬，參與推動社會流動性的工作。BBC （页面存档备份，存于）

## 8月14日
- 核數署長就政府計劃廢除該署作出反擊，強調核數署多年來成績「超越目標」，但社區大臣白高志指廢除核數署可為政府每年節省5,000萬英鎊。BBC （页面存档备份，存于）
- 被控涉嫌造假帳向國會騙取24,300英鎊津貼的前保守黨籍黨鞭泰勒勳爵，到西敏市裁判署應訊，獲裁判官准以無條件保釋候審。本身任職大律師、政府智囊和電視節目主持的泰勒勳爵生於伯明翰，1996年成為首位獲封終身貴族和晉身上議院的黑人。BBC （页面存档备份，存于）

## 8月13日
- 消息指政府計劃關閉擁有2,000名員工的核數署，改由委託私人會計行負責核數。成立於1983年的核數署，專責查核英格蘭地方政府和公立醫院的帳目，至於負責中央政府部門和公營機構核數工作的國家核數廳則不受影響。BBC （页面存档备份，存于）
- 國防大臣霍理林醫生表示，國防部有必要縮減規模以應對財赤的嚴峻威脅，他暗示部門將削減公務員和高層職位數目，以確保前線服務得以維持，他預示滅赤將經歷「困難和痛苦」的過程。BBC （页面存档备份，存于）

## 8月12日
- 四名倫敦警察廳警員被皇家檢察署起訴涉嫌在2003年12月2日毆打及言語侮辱一名懷疑恐怖份子，案件將於9月22日在西敏市裁判署提堂。BBC （页面存档备份，存于）
- 法國有研究發現英國自1980年代以來患乳癌的人數持續減少，現時英國平均每100,000名逝世婦女有28.2名死於乳癌，比1980年代大減三分之一。專家表示雖然科技進步和治療方法改善等因素令死亡率下降，但英國的乳癌死亡率與一眾歐洲國家比較仍處高水平。BBC （页面存档备份，存于）

## 8月11日
- 專家警告，本土公立醫院已發現含NDM-1的病菌，相信是由印度和巴基斯坦返國的帶菌者傳入。NDM-1可存在於大腸桿菌等普通病菌，個別個案更對藥力最重的碳醯胺機類抗生素產生抗藥性，專家擔心含有這種物質的病菌會蔓延至全球。BBC （页面存档备份，存于）
- 英倫銀行發表《季度通漲報告》，把2011年預測經濟增率由原先接近百分之3.5，大幅下調至百分之3以下。行長金默文警告英國經濟未來兩年的復甦步伐將有不少「暗湧」。BBC （页面存档备份，存于）
- 教育大臣高文浩宣佈凍結英格蘭132個地方議會合共1,300項的遊樂場設施建造項目，以緊縮公共開支，至於工程已展開的項目就獲准繼續進行。遊樂場興建計劃由前工黨政府在2008年起推行，讓地方可自行設計遊樂場設施，然後向政府申請撥款上馬，整個計劃動用公帑達2.35億英鎊。BBC （页面存档备份，存于）

## 8月10日
- 自民黨前黨魁查尔斯·肯尼迪與妻子莎拉共同發表聲明，表示兩人正在辦理分居手續。在1999年至2006年間任黨魁的肯尼迪在2002年結婚，莎拉在2005年為他誕下一子，兩人強調會以兒子作為他們的首要考慮。BBC （页面存档备份，存于）
- 皇家特許測量師學會表示英國樓市有開始下跌的跡象。BBC （页面存档备份，存于）

## 8月9日
- 能源及氣候變化大臣禤傑思強調政府正鼓勵私人企業在2018年前選址並啟用新的核能發電廠，他強調政府不會補貼發電廠的營建開支。BBC （页面存档备份，存于）
- 人事及發展特許學會發表報告，警告就業市場現時的復甦跡象可能只屬短期，據學會的最新研究，有三分之一僱主計劃在未來三個月裁員，其中公營市場對人力資源的需求明顯下降，有三成六僱主計劃裁員。BBC （页面存档备份，存于）

## 8月8日
- 首相府澄清，政府無意廢除向五歲以下兒童免費資助購買牛奶的政策。BBC （页面存档备份，存于）
- 英政府宣佈向巴基斯坦捐贈400萬英鎊援助，以救濟當地80年一遇的大洪水。BBC （页面存档备份，存于）

## 8月7日
- 巴基斯坦總統扎爾達里會見英揆大衛·卡梅倫後接受BBC專訪，他強調巴國致力打擊恐怖主義，並重申該國情報部門沒有暗中支援塔利班。BBC （页面存档备份，存于）
- 八名在阿富汗東北部偏遠山區義務為居民提供醫療和眼科治療的醫生，在返回喀布爾途中遇到伏擊身亡，其中一人是英國人。BBC （页面存档备份，存于）

## 8月6日
- 運輸部正計劃引入儀器，試行向駕駛者進行驗毒，打擊吸毒後駕駛的問題。BBC （页面存档备份，存于）
- 大衛·卡梅倫在英揆別苑契克斯，接見到訪的巴基斯坦總統扎爾達里，雙方強調兩國關係「牢不可破」。BBC （页面存档备份，存于）

## 8月5日
- 國防部根據《2000年資訊自由法案》，與國家檔案署合作解封一批關於UFO的機密檔案，讓公眾更容易索閱這些資料。在這批新公開的檔案中，披露內閣廳轄下三軍情報委員會曾在1957年4月的會議上專門討論UFO出沒事件，而邱吉爾爵士在英揆任內，亦曾得悉一宗皇家空軍轟炸機在執行任務途中目睹UFO的個案，他下令將個案列為機密最少50年。BBC （页面存档备份，存于）
- 英揆大衛·卡梅倫表示，政府自設立專門網站向大眾收集削減公共開支的提議以來，已收集到逾100,000份提議，其中三分之二的提議來自公職人員，政府會就這些建議作考慮，並計劃將切實可行的建議納入10月發表的《支出檢討報告書》。BBC （页面存档备份，存于）

## 8月4日
- 萊斯銀行公佈半年業績轉虧為盈，錄得16億英鎊稅前盈利，而上年同期則虧損40億英鎊。萊斯銀行百分之41股權現由政府持有。BBC （页面存档备份，存于）
- 食物標準局透露，去年蘇格蘭有農場購入兩頭基因複製牛的後代，其中一頭牛的肉被推出市場出售作食用用途。局方表示有關農場的做法沒有問題，但強調根據歐盟法律，基因複製複製動物在出售作食用前，要先取得許可。BBC （页面存档备份，存于）

## 8月3日
- 巴基斯坦總統扎爾達里訪英之際，英揆大衛·卡梅倫重申巴國不應「助長出口恐怖活動」，而扎爾達里亦被巴國輿論批評他不取消行程，返國賑濟因八十年一遇特大洪水而失去家園的災民。BBC （页面存档备份，存于）
- 曾被標籤為「壞資產」的北岩資產管理（NRAM）公佈半年業績，錄得3.479億英鎊稅前盈利，扭轉去年同期7.242億英鎊虧損的局面，但被標籤為「好資產」的北岩股份有限公司，卻錄得1.426億英鎊稅前虧損。原來的北岩銀行在2008年2月國有化後，銀行被政府按照資產好壞，被一分為二至今。BBC （页面存档备份，存于）

## 8月2日
- 巴基斯坦國內繼續有示威抗議英揆大衛·卡梅倫日前發表有關巴國的言論，而巴國外相今日傳召伊斯蘭堡的英國駐巴基斯坦高級專員交涉。巴國總統扎爾達里原訂星期二訪英的計劃因國內不滿情緒而受臨時取消的壓力，英揆發言人則強調卡梅倫不會收回言論。BBC （页面存档备份，存于）
- 英國最大銀行匯豐控股公佈中期業績，稅前盈利高達111億美元，比上年同期多逾一倍，除了在北美虧損8,000萬美元外，匯豐在全球各地業務均錄得盈利，而英國本土盈利則佔21億美元，上升百分之26。除匯豐外，萊斯、巴克萊和RBS等大行都將於本周公佈中期業績。BBC （页面存档备份，存于）

## 8月1日
- 對於有報導指巴基斯坦的情報機關暗中支持塔利班，身在印度班加羅爾的英揆大衞·卡梅倫表示不能容忍該國出口恐怖活動，又希望巴基斯坦能更加民主和穩定。卡梅倫的言論引發巴基斯坦國內多宗示威，但巴基斯坦總統扎爾達里表示會如期在訪歐之旅訪問英國，而英巴兩國發言人亦強調兩國關係穩健。BBC （页面存档备份，存于）
- 能源及氣候變化大臣禤傑思表示，為發展綠色經濟，政府會鼓勵私人企業發展更乾淨的非化石能源，而發展核能將會是一大趨勢，但他強調政府不會向核能企業提供補貼。BBC （页面存档备份，存于）

| 依月份排列新聞動態 |
| \| - 2014年英國：1月 - 2月 - 3月 - 4月 - 5月 - 6月 - 7月 - 8月 - 9月 - 10月 - 11月 - 12月 - 2013年英國：1月 - 2月 - 3月 - 4月 - 5月 - 6月 - 7月 - 8月 - 9月 - 10月 - 11月 - 12月 - 2012年英國：1月 - 2月 - 3月 - 4月 - 5月 - 6月 - 7月 - 8月 - 9月 - 10月 - 11月 - 12月 - 2011年英國：1月 - 2月 - 3月 - 4月 - 5月 - 6月 - 7月 - 8月 - 9月 - 10月 - 11月 - 12月 - 2010年英國：1月 - 2月 - 3月 - 4月 - 5月 - 6月 - 7月 - 8月 - 9月 - 10月 - 11月 - 12月 - 2009年英國：1月 - 2月 - 3月 - 4月 - 5月 - 6月 - 7月 - 8月 - 9月 - 10月 - 11月 - 12月 - 2008年英國：1月 - 2月 - 3月 - 4月 - 5月 - 6月 - 7月 - 8月 - 9月 - 10月 - 11月 - 12月 檢閱 \| |
| - 2014年英國：1月 - 2月 - 3月 - 4月 - 5月 - 6月 - 7月 - 8月 - 9月 - 10月 - 11月 - 12月 - 2013年英國：1月 - 2月 - 3月 - 4月 - 5月 - 6月 - 7月 - 8月 - 9月 - 10月 - 11月 - 12月 - 2012年英國：1月 - 2月 - 3月 - 4月 - 5月 - 6月 - 7月 - 8月 - 9月 - 10月 - 11月 - 12月 - 2011年英國：1月 - 2月 - 3月 - 4月 - 5月 - 6月 - 7月 - 8月 - 9月 - 10月 - 11月 - 12月 - 2010年英國：1月 - 2月 - 3月 - 4月 - 5月 - 6月 - 7月 - 8月 - 9月 - 10月 - 11月 - 12月 - 2009年英國：1月 - 2月 - 3月 - 4月 - 5月 - 6月 - 7月 - 8月 - 9月 - 10月 - 11月 - 12月 - 2008年英國：1月 - 2月 - 3月 - 4月 - 5月 - 6月 - 7月 - 8月 - 9月 - 10月 - 11月 - 12月 檢閱       |